# 손신 (전한)
손신(孫信, ? ~ ?)은 전한 말기의 관료로, 자는 자유(子儒)이며, 패군 사람이다.

## 행적
원시 4년(4년), 좌풍익에 임명되었다.

## 출전
- 반고, 《한서》 권19하 백관공경표 下

| 전임 광함 | 전한의 좌풍익 4년 ~ 5년? | 후임 학당 |